# Ulrichsburg

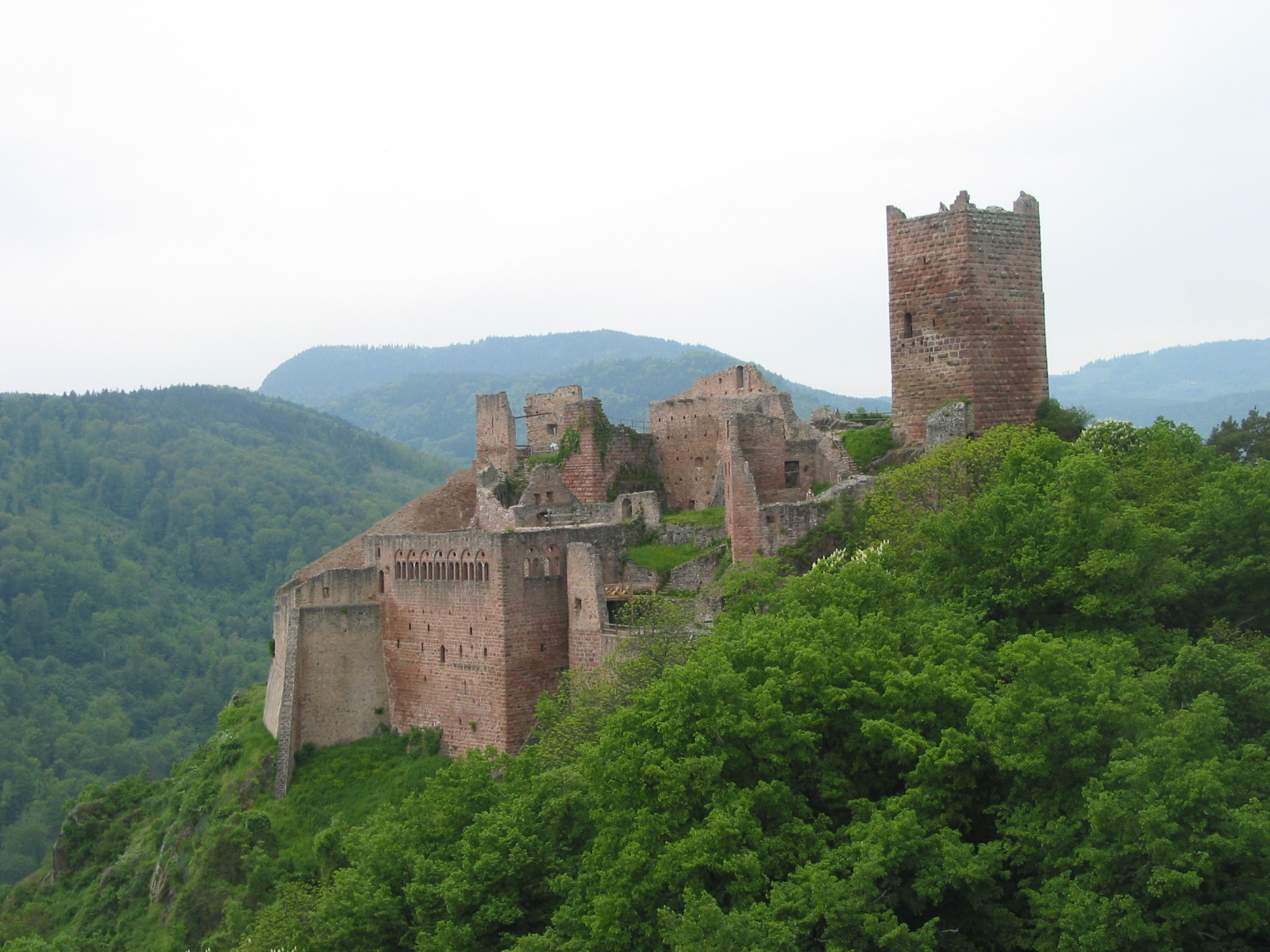
Die Ulrichsburg

Die Ruine der Ulrichsburg (auch Groß-Rappoltstein; französisch Château de Saint-Ulrich bzw. Grand-Ribeaupierre) steht bei Ribeauvillé (deutsch: Rappoltsweiler) im Elsass. Sie thront in 510 Meter Höhe über dem Strengbachtal.

## Beschreibung
Die Ulrichsburg ist eine Felsenburg mit quadratischem Bergfried im Norden und einem Donjon im Süden. Beide Türme stehen auf Felsen. Zwischen ihnen befinden sich die Wohngebäude und eine Kapelle. Etwas tiefer liegen der Zwinger und das Herzstück der Burg, der Rittersaal. In ihm sind noch neun romanische Zwillingsfenster erhalten. Das Innere der Burg ist durchgehend mit Ornamenten aus rotem Sandstein verziert.

## Geschichte

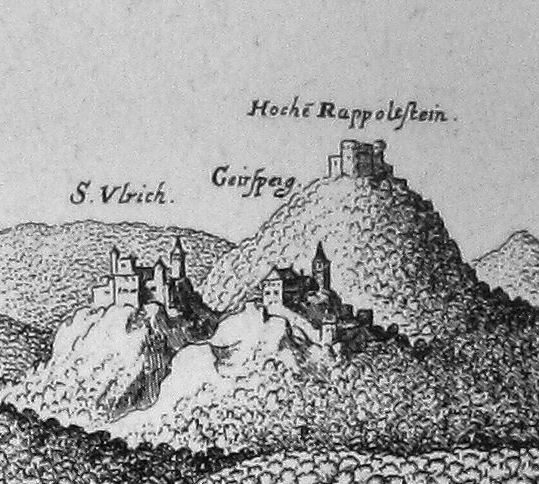
Ein 1644 veröffentlichter Stich aus Matthäus Merians Topographia Alsatiae zeigt die drei Burgen von Rappoltsweiler mit der Ulrichsburg links.

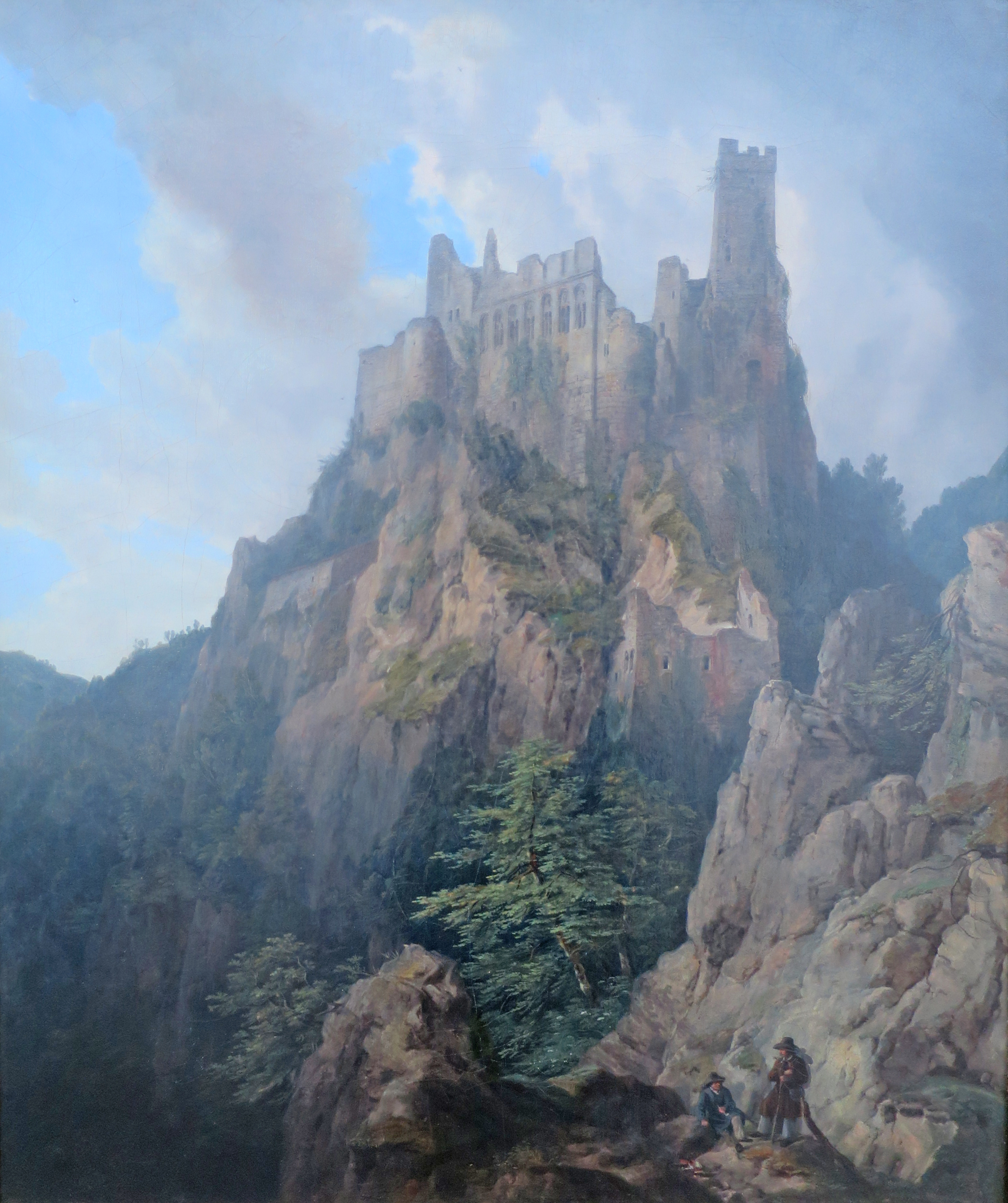
Die Burg auf einem Ölgemälde von Domenico Quaglio (1787–1837), 1820

Es existieren Baureste aus dem 11. Jahrhundert, der Bergfried wurde aber erst gegen Anfang des 12. Jahrhunderts gebaut. Der noch in Grundmauern erhaltene Wohnturm wurde um 1200 und der Rittersaal im Jahr 1230 fertiggestellt. Gänzlich fertig war die Burg im Jahr 1289. Die älteste erhaltene Erwähnung der Burg stammt von 1298.
Die dem Heiligen Ulrich geweihte Kapelle wurde im Jahr 1435 vollendet. Im 15. Jahrhundert war die Burg in Kriegshandlungen mit den Besitzern der nahen Burgen Girsberg und Hohrappoltstein verwickelt. Ab dem Dreißigjährigen Krieg verfiel die Burg.

## Name
Bodo Ebhardt führt in seinem Werk aus, dass „die Ulrichsburg wenigstens seit 1084 - 1298 Rapoltstein (hieß)“. Gegen diese Annahme spricht, dass in einer Urkunde von 1288 von „den Herren vom Alten Kasten“ berichtet wird. Daraus folgt, dass Hoh-Rappoltstein den Herren von Rappoltstein gemeinsam gehört haben muss. Dies legt auch den Schluss nah, dass zu dieser Zeit nur zwei Burgen existierten, der Alte Kasten und der Stein, der 1288 Wohnsitz der Herren von Giersberg war und so nicht als Rappoltsteiner Burg gemeint sein kann. Aus den oben genannten Feststellungen kann geschlussfolgert werden, dass der Bau der Großen Veste Rappoltstein als zweite Rappoltsteiner Burg 1289 vollendet worden sein muss. Sollte der Grundstein vor 1283 gelegt worden sein, würde sich auch der spätere Name Ulrichsburg erklären, denn von 1275 bis 1283 war Ulrich III. Herr zu Rappoltstein. Sein Namenspatron wird als Schutzheiliger der Burg Anlass für die spätere Benennung in Ulrichsburg gegeben haben. Gesichert ist, dass der Generalvikar des Basler Bischofs am 2. Oktober 1435 in der nördlich des Palas zum Innenhof hin gelegenen Burgkapelle einen Altar zu Ehren des Heiligen Ulrich geweiht hat.
Folgende Namen der Anlage finden sich zu unterschiedlichen Zeiten:
- 1368 Groß-Rappoltstein
- 1371 castrum Rapoltzsteine inferius in volgari die Niderburg
- 1378 Grosze Burg Rapolczstein
- 1435 majori castro Rappolstein
- 1453 Große Veste Rappoltstein
- 1477 St. Ulrich
- 1518 Großen Rappoltstein
- 1536 Sant Ulrich
- 1627 Schloss St. Ulrich
- 1778 Große Veste Rappoltstein, in den Akten „St. Ulrich, dermalen Unterschloß“

## Literatur

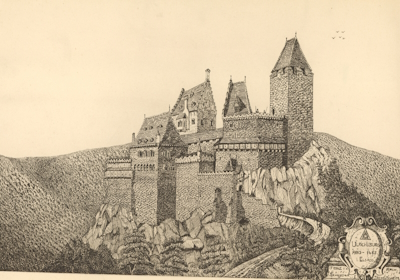
Künstlerische Darstellung der Ulrichsburg vom elsässischen Architekt Franz Scheyder (1876–1949)